# Rhabdamia mentalis
Rhabdamia mentalis is een straalvinnige vissensoort uit de familie van kardinaalbaarzen (Apogonidae). De wetenschappelijke naam van de soort is voor het eerst geldig gepubliceerd in 1907 door Evermann & Seale.